# Liste des monuments historiques de Sainte-Marie-aux-Mines
Ce tableau présente la liste de tous les monuments historiques de Sainte-Marie-aux-Mines (Haut-Rhin), classés ou inscrits.

## Monuments historiques
Selon la base Mérimée, il y a 12 monuments historiques à Sainte-Marie-aux-Mines, inscrits ou classés.
| Monument | Adresse                                         | Coordonnées                      | Notice         | Protection     | Date      | Illustration |
| --- | ----------------------------------------------- | -------------------------------- | -------------- | -------------- | --------- | --- |
| Chalet-hôpital de la Côte d'Echery ancien chalet-hôpital, piscines                                                                                 | 5A, La Côte d'Echery                            | 48° 13′ 51″ nord, 7° 08′ 36″ est | « PA68000058 » | Inscrit        | 2010      | Image manquante Téléverser |
| Château Lacour façades, toiture, vestibule, hall d'entrée, grand escalier avec cage, quatre pièces d'apparat avec décor, grille de clôture sur rue | 237, rue Clemenceau                             | 48° 14′ 34″ nord, 7° 10′ 20″ est | « PA68000026 » | Inscrit        | 1999      | Château Lacourfaçades, toiture, vestibule, hall d'entrée, grand escalier avec cage, quatre pièces d'apparat avec décor, grille de clôture sur rue |
| Cimetière chapelle | Rue du Docteur-Muhlenbeck                       | 48° 14′ 51″ nord, 7° 10′ 55″ est | « PA00085663 » | Inscrit        | 1934      | Cimetièrechapelle |
| Église Saint-Pierre-sur-l'Hâte église |                                                 | 48° 13′ 39″ nord, 7° 10′ 12″ est | « PA00085664 » | Inscrit        | 1932      | Église Saint-Pierre-sur-l'Hâteéglise |
| Hôpital peintures murales de l'église |                                                 | 48° 14′ 44″ nord, 7° 10′ 29″ est | « PA00085665 » | Classé         | 1898      | Image manquante Téléverser |
| Immeuble deux portes | 3, rue des Jardins 3, rue de l'Hôpital          | 48° 14′ 48″ nord, 7° 11′ 00″ est | « PA00085666 » | Inscrit        | 1934      | Image manquante Téléverser |
| Maison porte d'entrée | 8, rue Weissgerber                              | 48° 14′ 44″ nord, 7° 11′ 00″ est | « PA00085668 » | Inscrit        | 1934      | Maisonporte d'entrée |
| Maison Blech façades, toitures | 29, rue Réber                                   | 48° 14′ 53″ nord, 7° 11′ 18″ est | « PA00085667 » | Inscrit        | 1988      | Maison Blechfaçades, toitures |
| Mines d'argent du massif de Neuenberg site archéologique                                                                                           | Neuenberg Rain de l'Horloge Rauenthal Lernithal | 48° 12′ 27″ nord, 7° 08′ 49″ est | « PA00085669 » | Inscrit        | 1994      | Image manquante Téléverser |
| Temple réformé temple | 23, rue du Temple                               | 48° 14′ 45″ nord, 7° 11′ 05″ est | « PA00085670 » | Classé         | 1994      | Temple réformétemple |
| Théâtre municipal façades, toitures, hall d'entrée, couloirs, salle de spectacle avec scène, deux cages d'escalier                                 | 2, rue Osmont                                   | 48° 14′ 38″ nord, 7° 10′ 52″ est | « PA00085671 » | Inscrit        | 1987      | Théâtre municipalfaçades, toitures, hall d'entrée, couloirs, salle de spectacle avec scène, deux cages d'escalier                                 |
| Tour des mineurs d'Echery (tour de l'Horloge ou prison des mineurs) - deux cellules au sous-sol - façades, toitures                                | Echery                                          | 48° 13′ 52″ nord, 7° 09′ 43″ est | « PA00125236 » | Inscrit Classé | 1993 1998 | Tour des mineurs d'Echery (tour de l'Horloge ou prison des mineurs)- deux cellules au sous-sol- façades, toitures                                 |

## Mobiliers historiques
Selon la base Palissy, il y a 17 objets monuments historiques à Sainte-Marie-aux-Mines.
| Monument historique                                                                    | Localisation                               | Protection | Date de la protection | Référence            | Photo |
| -------------------------------------------------------------------------------------- | ------------------------------------------ | ---------- | --------------------- | -------------------- | ----- |
| peintures murales : décor floral, apôtre                                               | chapelle de l'ancien cimetière             | classé     | 1898                  | Notice no PM68000343 |       |
| aiguière de baptême et bassin de baptême                                               | église luthérienne                         | inscrit    | 1995                  | Notice no PM68001579 |       |
| Deux aiguières de baptême et un bassin de baptême (aiguière et un bassin, une burette) | église luthérienne                         | inscrit    | 1995                  | Notice no PM68001578 |       |
| tableau : Descente de croix                                                            | église luthérienne des Chaînes             | inscrit    | 1988                  | Notice no PM68001163 |       |
| cloche                                                                                 | église luthérienne des Chaînes             | inscrit    | 1988                  | Notice no PM68001162 |       |
| statue : Saint-Roch                                                                    | église paroissiale Sainte-Madeleine        | classé     | 1991                  | Notice no PM68000559 |       |
| statue : Saint-Sébastien                                                               | église paroissiale Sainte-Madeleine        | classé     | 1991                  | Notice no PM68000558 |       |
| tableau : la Remise du scapulaire à Saint-Simon Stock                                  | église paroissiale Sainte-Madeleine        | classé     | 1991                  | Notice no PM68000557 |       |
| tableau : sainte Madeleine                                                             | église paroissiale Sainte-Madeleine        | classé     | 1991                  | Notice no PM68000553 |       |
| tableau commémoratif de Michel Paira                                                   | église protestante                         | classé     | 1999                  | Notice no PM68000755 |       |
| tableau commémoratif du pasteur Christophe Merian et de son fils                       | église protestante                         | classé     | 1999                  | Notice no PM68000754 |       |
| armoire des Mineurs                                                                    | maison de Pays, musée du patrimoine minier | classé     | 2000                  | Notice no PM68000776 |       |
| orgue de tribune : buffet d'orgue                                                      | temple réformé                             | inscrit    | 1985                  | Notice no PM68000941 |       |
| orgue de tribune                                                                       | temple réformé                             | inscrit    | 1985                  | Notice no PM68000938 |       |
| chaire à prêcher                                                                       | temple réformé                             | classé     | 1984                  | Notice no PM68000561 |       |
| autel                                                                                  | temple réformé                             | classé     | 1984                  | Notice no PM68000560 |       |
| orgue de tribune : partie instrumentale de l'orgue                                     | temple réformé                             | classé     | 1987                  | Notice no PM68000344 |       |